# Inclusion fluide
Une inclusion fluide est une bulle microscopique de liquide et/ou de gaz emprisonnée dans un cristal. Les minéraux se forment souvent dans un milieu liquide ou humide dit aqueux, de minuscules bulles de ce liquide peuvent de ce fait être piégées dans le cristal ou le long de fractures suturées par cristallisation. Ces inclusions variant de 0,01 à 1 mm en taille, ne sont généralement visibles en détail qu'à travers un microscope.
Les inclusions fluides naissent dans une grande variété d'environnements. Par exemple, on les trouve dans les minéraux de cimentation des roches sédimentaires, dans les minéraux de la gangue comme le quartz ou la calcite dans les dépôts de circulation hydrothermale, dans l'ambre fossile et dans les carottes de glace profondes des calottes glaciaires du Groenland et de l'Antarctique. Les inclusions stockent intrinsèquement les informations sur les conditions ambiantes de la formation du minéral englobant. La spectroscopie infrarouge à transformée de Fourier et la spectroscopie Raman sont mises à profit pour déterminer la composition des fluides de ces inclusions.

## Occurrence
Des inclusions fluides sont présentes dans la plupart des cristaux naturels, car la plupart des roches et des minéraux, y compris les minerais et même les échantillons lunaires et météoritiques, se sont formés à partir d'un fluide ou ont baigné dans un fluide lors d'une fracturation et d'une cicatrisation ultérieures. Très peu sont visibles à l'œil nu, et généralement le nombre de spécimens dans un minéral donné augmente avec la diminution de la taille. Dans la plupart des cas, les inclusions de taille < 10 μm sont d'un ou deux ordres de grandeur plus abondantes que celles de taille > 10 μm. Dans de nombreux échantillons, elles abondent excessivement au point d'en changer la couleur. Les minéraux blancs ordinaires tels que le quartz commun ou la calcite doivent cette couleur à la réfraction optique sur les nombreuses interfaces minéral-fluide des inclusions — il n'est pas rare d'en trouver jusqu'à 109 /cm−3. Parmi les cristaux de minéraux durs qui sont relativement épargnés par les inclusions et les autres défauts, on trouve les pierres précieuses, et moins il y a d'inclusions, plus elles le sont.

## Composition
Les substances piégées se révèlent être dans la plupart des cas un mélange homogène, comme de la saumure ou une solution aqueuse, ayant dissous des sels et des gaz. Les ions dissous les plus courants sont le sodium et le chlore, avec une teneur moyenne de 20 à 30 % en poids de NaCl. Du calcium, du magnésium, du potassium, du soufre et du fluor s'y trouvent généralement à de plus faibles teneurs (à peu de 1 000 ppm). Parmi les gaz les plus courants séquestrés dans les inclusions, on relève le dioxyde de carbone, mais également l'azote et le méthane. D'autres éléments s'y trouvent en quantité moindre : le lithium, l'aluminium, le bore, le polonium, le silicate d'hydrogène (HSiO3-1), le bicarbonate (HCO3-1), le ion carbonate (CO3-2), et de nombreux autres ions.

## Formation
Les minéraux hydrothermaux, provenant généralement de solutions aqueuses à haute température, emprisonnent de minuscules bulles de liquides ou de gaz lors du refroidissement et de la formation de la roche solide. Le fluide piégé constitue un archivage de la composition, de la température et de la pression de l'environnement de minéralisation. Une inclusion fluide contient parfois deux phases thermodynamiques voire plus. Si une bulle de vapeur est présente dans l'inclusion avec une phase liquide, un simple chauffage jusqu'à sa résorption donne la température probable du fluide d'origine. La présence éventuelle de minuscules cristaux d'halite, de sylvite, d'hématite ou de sulfures dans l'inclusion, fournit quant à elle des indices directs sur la composition originelle du fluide.

### Inclusions fluides primaires et secondaires
Les inclusions primaires et les inclusions secondaires sont le résultat de deux phénomènes de piégeage différents qui peuvent intervenir à un intervalle temporel de plusieurs millions d'années.
Il existe au moins trois scénarios de formation d'inclusion primaire.
- Le changement de vitesse de croissance : l'inclusion fluide primaire apparait lors de la croissance du minéral hôte, qui est souvent un cristal parfait. Après d'une période de croissance rapide, il peut se créer une surface lacunaire et dendritique, puis la survenue d'une période de croissance lente — due à un changement de température par exemple — permet son recouvrement par des couches homogènes.
- La non-uniformité de la croissance sur les surfaces : la vitesse de croissance des arêtes des cristaux est généralement plus rapide que celle du centre des faces. À l'instar d'autres espèces minérales, la tourmaline et le béryl forment lors de leur croissance des prismes parallèles, présentant des rainures prismatiques. Celles-ci pouvant se voir recouvertes lors d'une nouvelle période de croissance, et créer ainsi des cavités fermées de forme cristalline en creux[3].
- Les corps étrangers : des particules solides en suspension dans le liquide nourricier peuvent se déposer sur la surface d'un cristal en formation et stopper localement la croissance du cristal au point de contact. Une cavité généralement tubulaire se forme autour, érigée par la cristallisation. Cette cavité se retrouve obstruée par la suite, emprisonnant ainsi du fluide à l'intérieur.

Quant aux inclusions secondaires, elles se forment après la cristallisation du minéral hôte, parfois très longtemps après. Lorsqu'un cristal se fissure, pour une raison quelconque, au contact d'un fluide — souvent différent du fluide originel — qui s'infiltre alors, un phénomène de dissolution-recristallisation se produit si la substance fait office de solvant, ce qui peut générer des ramifications dendritiques qui se referment en la séquestrant. Les inclusions secondaires sont généralement agencées sur une surface à peu près plane en suivant les fractures.

## Inclusions fluides et exploration minérale

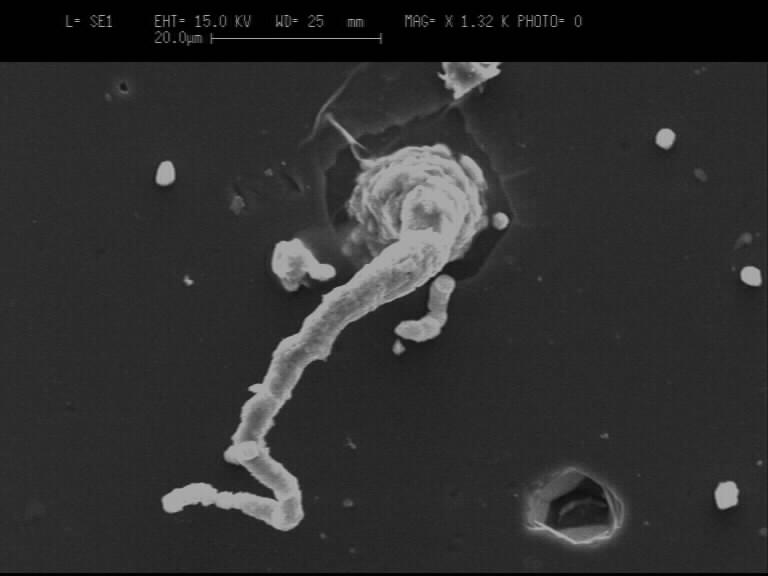
Décrépitaton à 400°C d'une inclusion fluide analysée par microscopie électronique à balayage (SEM) et spectroscopie à rayons X à dispersion d'énergie (EDS)

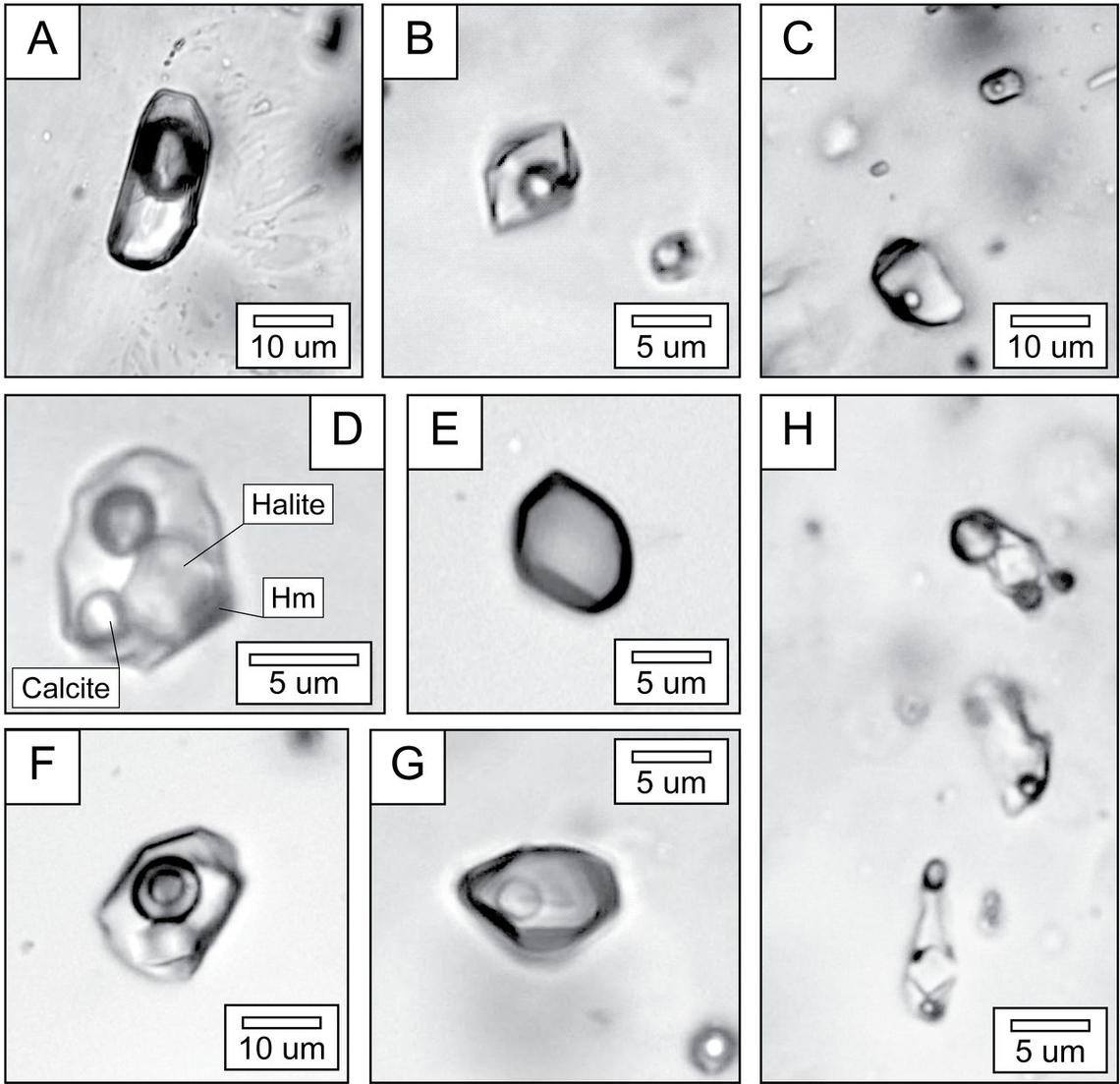
Photomicrographies de Pea Ridge dans le Missouri d'inclusions fluides secondaires dans l'apatite (image A) et le quartz (images B–H).

Les inclusions fluides, dont la composition dépend du processus de minéralisation, peuvent fournir de ce fait des informations utiles dans l'exploration minérale. L'étude de ces fluides pour en identifier les gisements minéraux passe par le comptage quantitatif et fréquentatif d'un type d'inclusion donné, l'examen des variations des températures des inclusions lors des changements de phase lors du chauffage et du refroidissement en laboratoire, et les variations d'autres propriétés telles que le comportement de décrépitation, et la chimie des inclusions. L'observation et le comptage des occurrences sur des coupes fines d'échantillons sont utilisés pour identifier les types d'inclusion spécifiques. Si une abondance d'inclusions fluides similaires se trouvent à proximité géographique, on peut conclure que les types de roches environnantes sont apparentées, voire identiques. Les propriétés microthermométriques (changements de température lors des changements de phase) sont utilisées pour caractériser et catégoriser les zones qui ont connu une activité thermique lors de la formation minérale.
L'étude des inclusions fluides ont permis d'identifier des gisements de pétrole et de gaz. Les coupes de forage, les carottes et/ou les matériaux d'affleurement sont préservés pour leurs fluides de porosité, et la chimie du fluide est analysée avec la stratigraphie d'inclusion fluide (ou FIS). La lecture spectrométrique des espèces volatiles d'une inclusion fluide, lors d'une analyse FIS, indique la présence de gisement de gaz naturel ou de pétrole à proximité. Toutefois, l'abondance d'inclusions fluides similaires peut aussi être attribuée à la migration et à l'accumulation d'hydrocarbures, de sorte que d'autres techniques sont nécessaires pour confirmer la présence du gisement de pétrole après la détection initiale des inclusions fluides correspondantes.

## Signatures métamorphiques
Au cours des dernières années, la recherche sur les inclusions fluides a été mise à contribution pour comprendre le rôle des fluides dans la croûte profonde et l'interface croûte-manteau. Les inclusions fluides piégées dans les roches du faciès de la granulite ont fourni des indices importants sur la pétrogenèse de ces roches sèches en raison de la grande quantité de fluides riches en CO2 provenant de sources sublithosphériques. Des inclusions riches en dioxyde de carbone ont également été enregistrées dans un certain nombre de terranes de faciès de granulite à ultra haute température, suggérant l'implication de ce gaz dans le métamorphisme extrême de la croûte. Certaines études du XXIe siècle explorent la possibilité du CO2 dérivé de réactions de décarbonatation sub-solidus au cours d'un métamorphisme extrême a contribué à la déglaciation de la Terre boule de neige.

## Champ orogénique
Les inclusions fluides piégées dans les veines et les minéraux servent dans les recherches pour découvrir l'historique de déformation dans les ceintures orogéniques. Comme les activités fluides sont considérablement plus importantes dans les zones de cisaillement d'une ceinture orogénique, la présence des inclusions fluides dans une zone de cisaillement a également été utilisée pour investiguer sur les activités sismiques au cours de l'évolution de la zone de cisaillement. Dans les ceintures orogéniques, les tremblements de terre sont parfois attribués à une activité fluide en profondeur. Ce rôle lors des tremblements de terre dans de nombreuses zones de cisaillement était connu de façon indirecte par des preuves géophysiques. Elles ont été corroborées par des preuves géologiques.

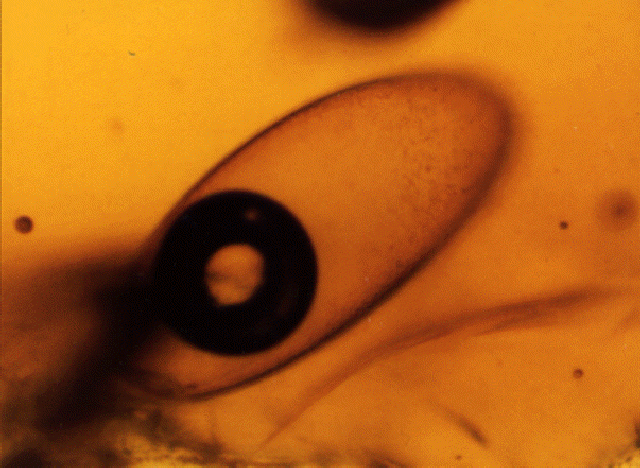
Cette bulle d'air vieille de 84 millions d'années est emprisonnée dans de l'ambre (sève d'arbre fossilisée). À l'aide d'un spectromètre de masse quadripolaire, les scientifiques peuvent découvrir à quoi ressemblait l'atmosphère lorsque les dinosaures parcouraient la Terre. Source : USGS

## Applications paléoclimatiques
Les bulles d'air et d'eau piégées dans l'ambre fossile font l'objet d'analyses pour fournir des indications directes des conditions climatiques existant au moment de la formation de la résine ou de la sève des arbres. Elles fournissent une archive chimique de la composition de l'atmosphère remontant à 140 millions d'années. Les données indiquent que le taux en oxygène de l'atmosphère a atteint un pic de près de 35 % au cours de la période du Crétacé, puis a chuté à des niveaux proches de ceux de maintenant au début du Paléogène, anciennement début du Tertiaire. Cette chute abrupte correspond ou suit de près l'événement d'extinction du Crétacé-Paléogène et peut être le résultat d'un impact majeur de météorite qui a formé le cratère de Chicxulub.
Dans les études paléocéanographiques, les échantillons de fluides venant des inclusions peuvent renseigner sur la composition chimique de l'eau de mer à une période donnée. L'eau de mer séquestrée dans les sédiments s'évapore, laissant derrière elle sa teneur en sel. La profondeur à laquelle se trouvent ces évaporites et la composition du sel piégé sont des paramètres permettant aux océanographes de reconstituer l'évolution de l'eau de mer. Les bulles d'air piégées en profondeur dans les calottes glaciaires peuvent également être analysées et renseigner sur les conditions climatiques du passé.